# Río Ruca Choroy

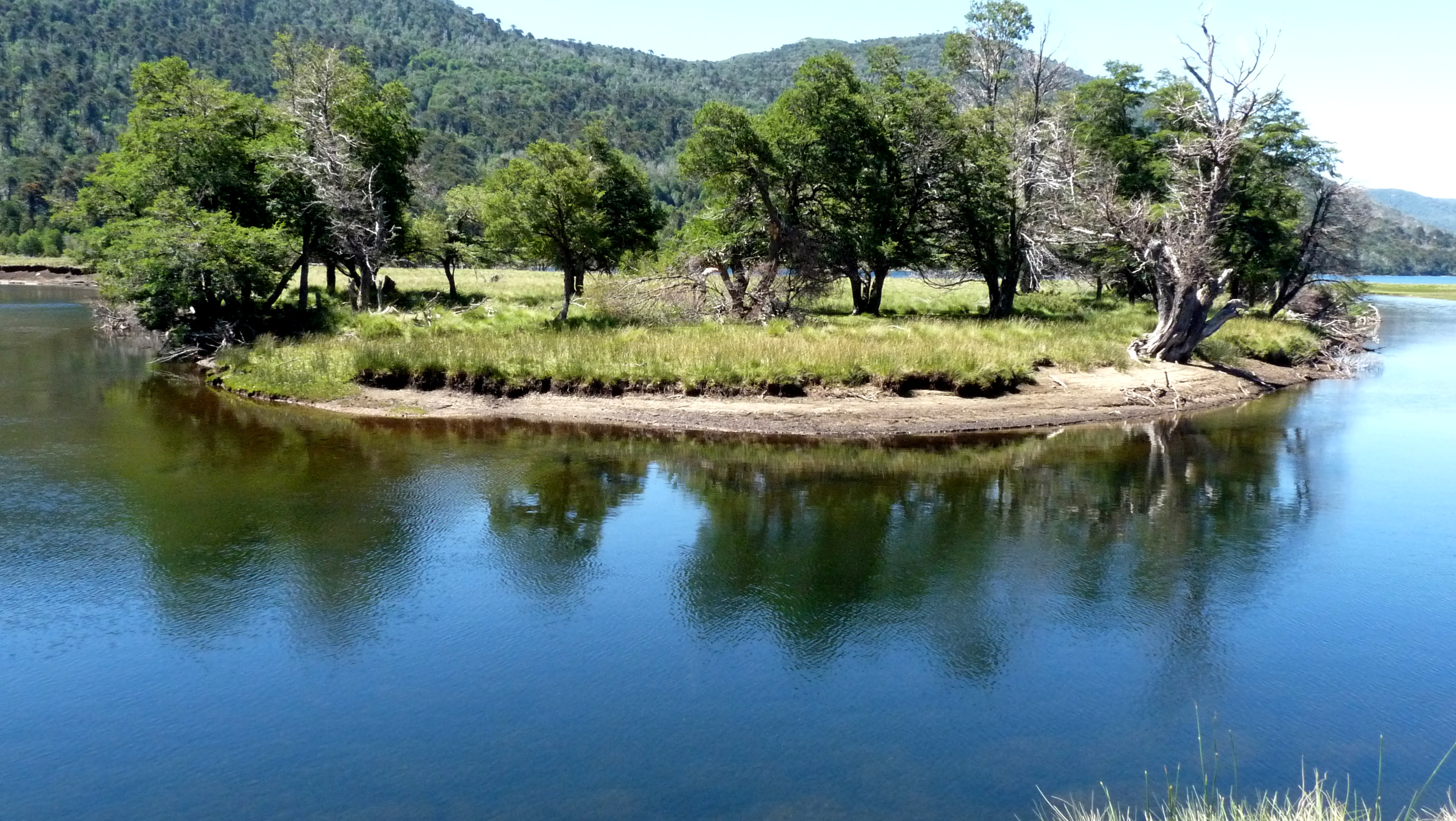
Río Ruca Choroi

El río Ruca Choroy (casa de loros) nace del lago del mismo nombre, en el suroeste de la provincia del Neuquén. Parte de su recorrido se encuentra dentro del parque Nacional Lanín, en la República Argentina.
Pertenece a la cuenca del río Negro. Cerca de la desembocadura del río Ruca Choroy en el río Aluminé, se encuentra la localidad de Aluminé, a tan sólo 15 km.
Es un río caudaloso y especial para la práctica del ráfting, teniendo sectores muy atractivos dentro de los niveles que da la práctica de este deporte, los hay de nivel 3 a 4 en recorridos de hasta 15 km, y además de menor intensidad en nivel 2 a 3 para principiantes. La práctica de kayak es otro de los atractivos para aquellos audaces que buscan aumentar la adrenalina con emociones fuertes.
El primer tramo del trayecto del río recorre bosques en que predominan las araucarias. Al avanzar hacia el este, ingresa en la estepa patagónica, aunque se presentan bosquecillos de araucarias aislados hasta cerca de la desembocadura del mismo.
A lo largo del valle del río existen asentamientos de comunidades mapuches, dedicadas a la ganadería y agricultura de subsistencia. Un documental de Jorge Preloran, del año 1973, ha retratado las condiciones de vida de estas comunidades.